# Leskovac (Zaječar)
Leskovac (em cirílico: Лесковац) é uma vila da Sérvia localizada no município de Zaječar, pertencente ao distrito de Zaječar, na região de Timočka Krajina. A sua população era de 74 habitantes segundo o censo de 2011.

## Demografia
| 1948 | 1953 | 1961 | 1971 | 1981 | 1991 | 2002 | 2011 |
| ---- | ---- | ---- | ---- | ---- | ---- | ---- | ---- |
| 602  | 550  | 489  | 386  | 283  | 198  | 128  | 74   |